# Tribuswinkel (Herrschaft)
Die Herrschaft Tribuswinkel war eine Grundherrschaft im Viertel unter dem Wienerwald im Erzherzogtum Österreich unter der Enns, dem heutigen Niederösterreich.

## Ausdehnung
Die Herrschaft umfasste zuletzt die Ortsobrigkeit über Tribuswinkel, Wienersdorf, Lamersfeld und Josefsthal. Der Sitz der Verwaltung befand sich im Schloss Tribuswinkel.

## Geschichte
Letzte Inhaberin der Allodialherrschaft war Theresia Freiin von Bartenstein (1788–1857). Mit den Reformen 1848/1849 wurde die Herrschaft aufgelöst.